# 聖約翰教堂 (斯圖加特)

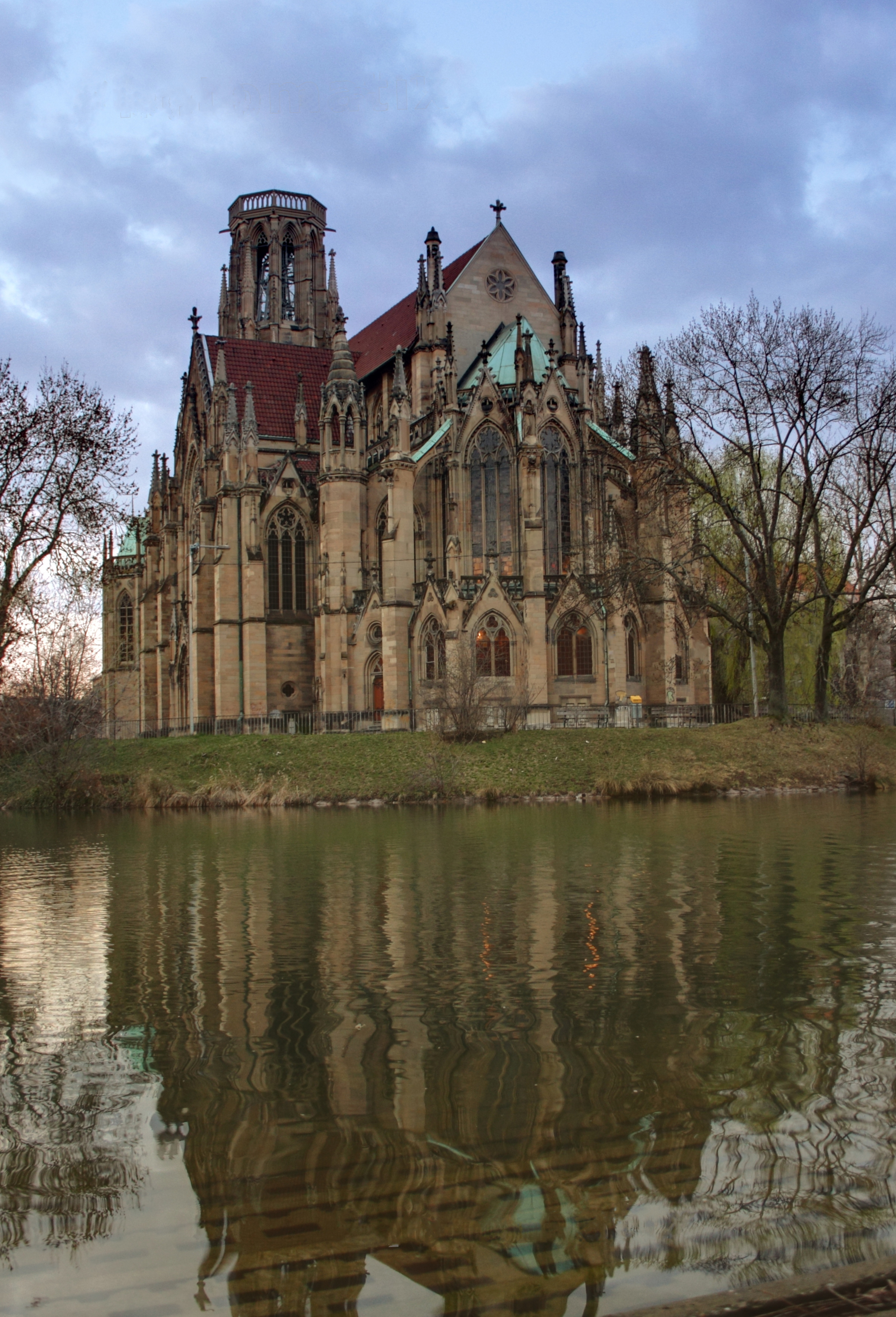
圣约翰教堂

圣约翰教堂（德語： Johanneskirche) 是德國斯图加特一個新教教堂，它是一個哥德復興式建築，由建筑师克里斯蒂安·弗里德里希·冯·莱恩斯于1864年至1876年間設計建造。 它位于費爾湖（Feuersee）湖畔。該教堂在第二次世界大战中遭到破壞，並於戰後重建，先前哥特式的拱頂被现代拱顶代替。

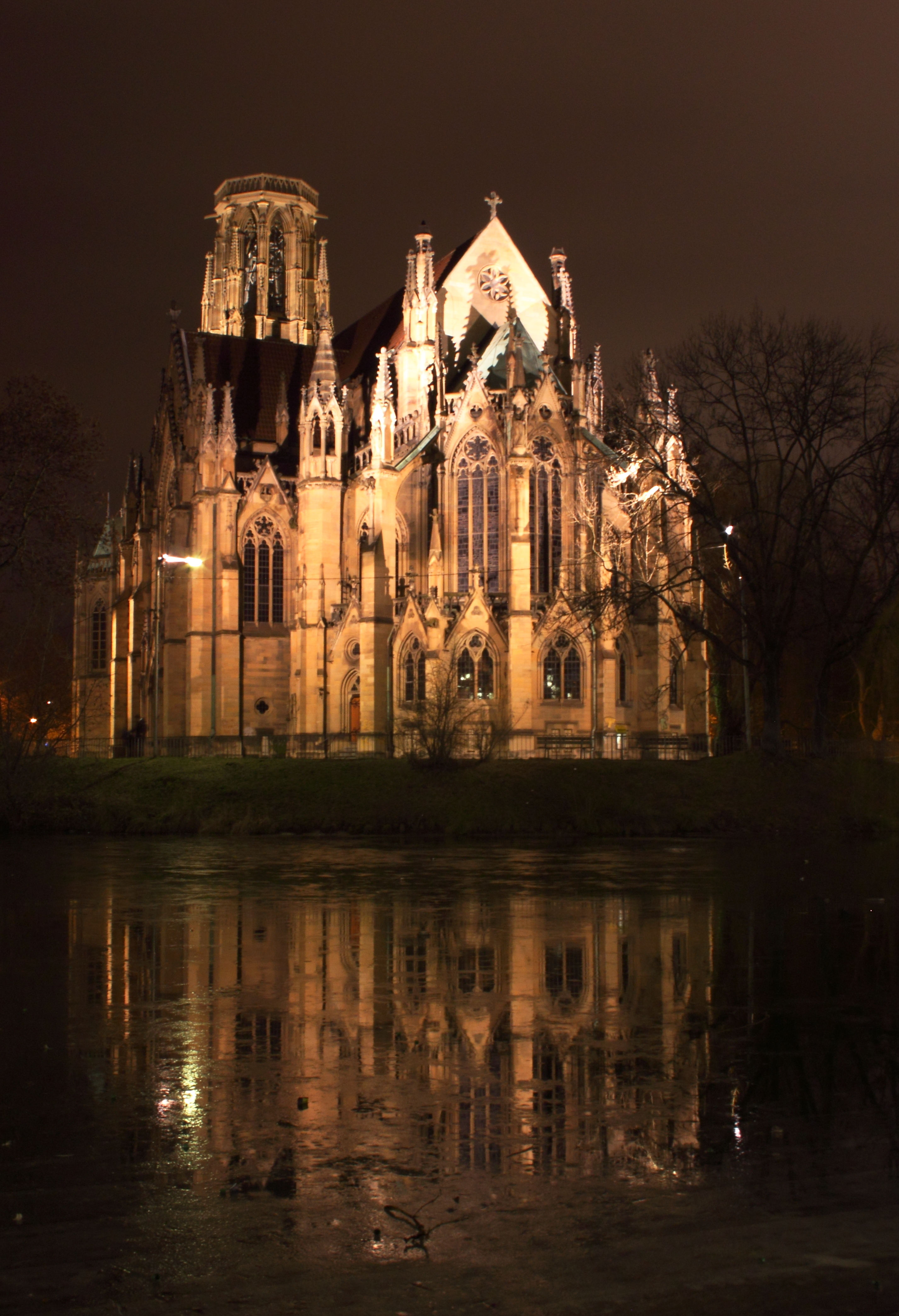
晚上的聖約翰教堂
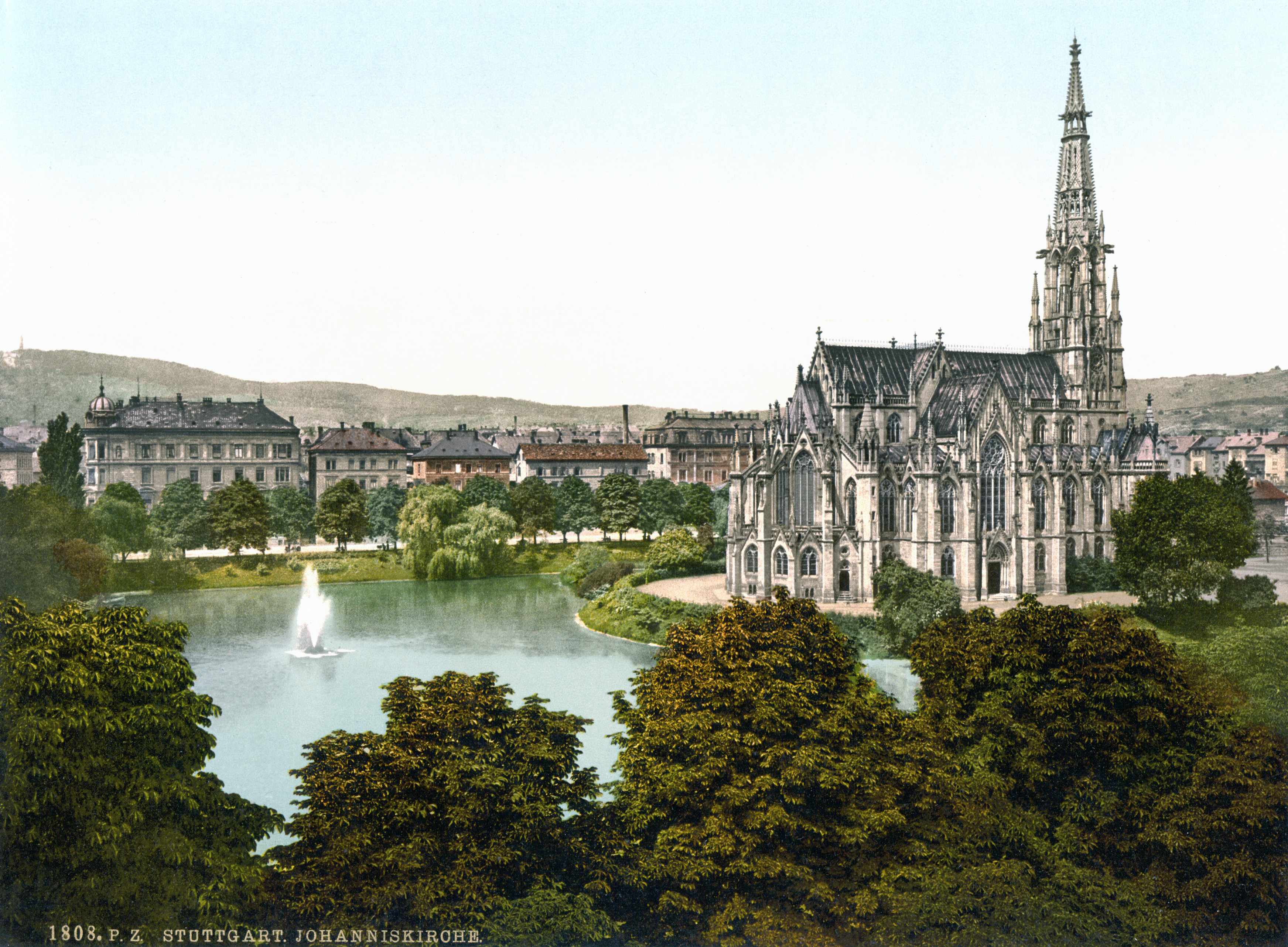
1900年的聖約翰教堂